# Trio Guarneri de Prague
Le Trio Guarneri de Prague est un trio avec piano tchèque fondé en 1986.

## Présentation
Le Trio Guarneri de Prague est un ensemble de musique chambre en effectif trio avec piano (un violon, un violoncelle et un piano) fondé à Prague en 1986,. 
La formation doit son nom à la dynastie de luthiers des Guarneri, facteurs des instruments sur lesquels jouent les membres de l'ensemble. 
Depuis l'origine, le Trio Guarneri de Prague est composé de,, : 
- violon : Čeněk Pavlík, qui joue sur un Guarnerius del Gesù de 1735 ayant appartenu à Jascha Heifetz, le « Zimbalist » ;
- violoncelle : Marek Jerie, qui joue sur un Andrea Guarnerius de 1664 ;
- piano : Ivan Klánský.

## Discographie
Côté discographie, le Trio Guarneri de Prague a notamment enregistré pour Supraphon et le label Praga Digitals des intégrales des trios avec piano de Beethoven, Mendelssohn, Chostakovitch, Schubert, Mozart, Dvořák et Brahms,,.